# 青山成展
青山 成展（あおやま なりのぶ、寛文5年（1665年） - 享保20年5月26日（1735年7月16日））は、江戸時代前期から中期の旗本。青山幸高の四男で、母は天方倶通の娘。天方致通（倶通の子）の養子となる。初名は通深、成房、則通。通称は五郎兵衛、主馬。妻は須田盛輔の養女（実父：須田盛氏）。子に青山俊延がいる。

## 生涯
寛文5年（1665年）、青山幸高の四男として生まれる。天和2年（1682年）7月、おじにあたる天方致通の末期養子となり、同年12月16日に家督を継ぐ。元禄2年（1689年）4月29日に小姓組に列し、元禄3年（1690年）8月10日、桐之間御番となる。同年9月18日に免ぜられた後、元禄5年（1692年）3月18日、書院番となる。享保2年（1717年）4月21日、本所奉行となり、享保4年（1719年）4月3日に役が廃止されるまで務める。享保6年（1721年）2月28日、使番となる。享保14年（1729年）8月、駿府目付代になる。享保16年（1731年）2月28日、先手弓頭になる。享保17年（1732年）閏5月12日、天方から青山に改姓する。
享保20年（1735年）2月25日に職を辞して寄合に列し、5月16日に致仕する。家督は長男の俊延が継いだ。同年5月26日、死去。享年71。